# Super Mario (animirane serije)
Prema poznatom serijalu videoigara Super Mario snimljene su tri američke animirane serije u razdoblju od 1989. do 1991. te jedan manje poznat anime film nazvan Super Mario Bros.: Peach-hime Kyushutsu Dai Sakusen! (1986.).

## Anime filmovi

### Super Mario Bros.: Peach-hime Kyushutsu Dai Sakusen!
Malo je poznata činjenica da je Super Mario po prvi put započeo svoju karijeru u formatu animiranog filma u Japanu, a ne u SAD-u. Radi se o 60-minutnom anime filmu Super Mario Bros.: Peach-hime Kyushutsu Dai Sakusen (prevedeno kao: Super Mario Bros.: Velika misija spašavanja princeze Peach) iz 1986. godine – dakle, snimljenom samo godinu dana nakon pojave videoigre – koji do danas nije preveden na engleski.
O tom se filmu malo zna, jer nikada nije emitiran nigdje osim u japanskim kinima. I sami likovi izgledaju drukčije: Luigi ima žutu majicu i plave hlače, a Bowser Koopa je žute boje, veći i ima grivu. Da sve bude još čudnije, Mario je postao jako slavan lik pa čudi odluka producenata da drže film skriven u arhivi. Ipak, mali dijelovi se mogu vidjeti na YouTubeu.

#### Radnja filma
Jedne večeri Mario je igrao videoigre na svojem televizoru kada se pojavila scena princeze Peach koju su napale leteće kornjače. U bijegu, princeza je s televizora iskočila u pravi svijet i pala na Marija. Mario se odmah zaljubio u nju, no iz televizije se pojavio i glavni zlikovac – Bowser Koopa, ogromni gušter koji je oteo princezu i vratio se u televiziju. Kada je čuo buku i ušao, Luigi nije vjerovao Mariju ni jednu riječ. Ipak, Mariju je ostala jedna uspomena – medaljon tajnovite princeze.

Idući se dan pojavio pas koji je oteo medaljon, a Mario i Luigi su ga slijedili do jedne cijevi, kroz koju su upali u drugi svijet i sreli čudnovatog starca koji ih je obavijestio da je Bowser oteo princezu. Njih dvojica odluče ju spasiti.

## Animirane serije

### The Super Mario Bros. Super Show!
Prva poznata animirana serija o Super Mariju zvala se Super Mario Bros. Super Show! (hrv. Super Mario Bros. super šou!) i objavljena je 1989. godine.
Priča se sastojala od dva dijela:
1. U igranom segmentu u kojem su se pratile dogodovštine vodoinstalatera Marija i Luigija u New Yorku.
2. U animiranom segmentu u kojem su junaci putovali drugim svijetom – Kraljevstvom Gljiva.

Uz njih je bila i princeza Toadstool i njen pomoćnik Toad. Ipak, priče nisu imale jasnu nit sa strukturom, nego su se sastojale od epizoda u obliku parodija na razne filmove kao što su Ratovi zvijezda, RoboCop, Nedodirljivi, Indiana Jones, Zorro, Bijeg iz Alcatraza i drugih.
Odjek serije bio je povoljan, iako su mnogi prigovarali da priče nemaju veze s videoigrom i da su odveć nebulozne.

### The Adventures of Super Mario Bros. 3
Radi se o drugoj američkoj animiranoj seriji koja je napravljena prema igri Super Mario Bros. 3, a snimljena je 1990. godine. Ovog puta priča je bila konstantna i linearna, prativši avanture Marija i Lugija koji štite princezu Toadstool i njeno kraljevstvo od napada zlog Koope. 
Novitet u seriji je da je Koopa dobio pojačanje u vidu svoje sedmero djece, a Mario i Luigi su dobili nove moći (npr. list im daje sposobnost letenja).
Obožavatelji videoigre bili su uglavnom zadovoljni, hvaleći zabavnu priču koja je koketirala sa stvarnim svijetom (u jednoj epizodi Mario i Luigi spase Georgea i Barbaru Bush u Bijeloj kući od napada Koope, u drugoj sedmero Koopine djece želi zauzeti sedam svjetskih kontinenata), dok su drugi prigovarali da se radi o tromoj, traljavoj i djetinjastoj seriji.

#### Popis epizoda
1. Sneaky Lying Cheating Giant Ninja Koopas
2. Reptiles in the Rose Garden
3. Mind Your Mummy Mommy, Mario
4. The Beauty of Kootie
5. Princess Toadstool for President
6. Never Koop a Koopa
7. Reign Storm
8. Toddler Terrors of Time Travel
9. Dadzilla
10. Tag Team Trouble
11. Oh, Brother!
12. Misadventure of Mighty Plumber
13. A Toadally Magical Adventure
14. Misadventures in Babysitting
15. Do the Koopa
16. Kootie Pie Rocks
17. Mush-Rumors
18. The Ugly Mermaid
19. Crimes R Us
20. Life's Ruff
21. Up, Up, and a Koopa
22. 7 Continents for 7 Koopas
23. True Colors
24. Reycyled Koopa
25. The Venice Menace
26. Super Koopa

### Super Mario World
Super Mario World (hrv. Super Mario svijet) iz 1991. treća je i trenutno posljednja američka animirana serija u kojoj su se pojavili Mario i Luigi. Napravljena je prema igri Super Mario World, koja je puštena na Super Nintendo konzoli. Ovog puta mjesto radnje nije bilo u Kraljevstvu Gljiva, nego u nekoj prethistorijskoj zemlji s dinosaurima i pećinskim ljudima. I sam lik Toada je nestao te je zamijenjen zelenim dinosuarom Yoshijem, a Mario i Luigi su dobili nove moći. No, u biti, radi se o istom konceptu u kojem opet zli Koopa sa svojom djecom želi osvojiti princezino kraljevstvo.
Nekim se obožavateljima serija svidjela zbog simpatičnog lika Yoshija i nepretenciozne priče, dok se drugima učinila poput travestije bez pravog smisla za humor.

#### Popis epizoda
1. Fire Sale
2. The Wheel Thing
3. Send in the Clown
4. Ghosts 'R US
5. The Night Before Cave Christmas
6. King Scoopa Koopa
7. Born To Ride
8. Party Line
9. Gopher Bash
10. Rock TV
11. The Yoshi Shuffle
12. A Little Learning
13. Mama Luigi

### Nadolazeći animirani film – »Super Mario Bros. Film«(2022.)
Nakon dugog niza godina poslije skupog komercijalnog promašaja koji je bio igrani film Super Mario Bros. (1993.), u planove je došao novi tek 2 desetljeća kasnije. Isprva su procurile informacije da je 2014. Nintendo sklopio ugovor sa Sony Pictures Animation, ali su se ti planovi počeli finalizirati tek 2017. godine. Nintendo će u suradnji s Universal Pictures i Illumination dovršiti novi animirani film do kraja 2022. godine.
Redatelji filma su Aaron Horvath i Michael Jelenic, a neki od glasova su Jack Black (Bowser) i Chris Pratt (Mario).

## Hrvatske verzije
Na hrvatski jezik su sinkronizirane samo zadnje dvije serije – The Adventures of Super Mario Bros. 3 i Super Mario World – te stavljene pod zajednički naziv – »Super Mario«. Emitirane su 2001. prijepodne u 11:30 i poslijepodne u 15:30 na HRT-u. Kasnije su se ekranizirale na RTL 2 i RTL Kockici.
Glasove su posudili:
- Ivo Rogulja
- Nada Rocco
- Marko Torjanac
- Damir Mejovšek
- Ranko Tihomirović
- Vlado Kovačić
- Đurđa Ivezić
- Slavica Knežević

## Vanjske poveznice
- The Saturday Supercade u internetskoj bazi filmova IMDb-a
- The Super Mario Bros. Super Show u internetskoj bazi filmova IMDb-a
- Captain N & the Adventures of Super Mario Bros. 3 u internetskoj bazi filmova IMDb-a
- Captain N & the New Super Mario World u internetskoj bazi filmova IMDb-a
- Isječak iz anime filma Super Mario